# Zaświaty (powieść)
Zaświaty – powieść historyczna autorstwa Krzysztofa Fedorowicza wydana w roku 2020, nominowana do Nagrody Literackiej Nike w 2021 roku.

## Fabuła
Utwór K. Fedorowicza to uniwersalna przypowieść o życiu na pograniczu dwóch narodów i dwóch kultur, które połączyło zamiłowanie do wina. Głównym bohaterem jest August Grempler (ur. 1793), winiarz pomnikowy, najbardziej uznany w historii winnic Zielonej Góry. Akcja odbywa się na przestrzeni kilkuset lat, między wojną trzydziestoletnią, a pandemią Covid-19 Autor wyobraził sobie w swojej opowieści, że Grempler wciąż żyje, przechodząc ze stulecia na stulecie i jest obecny wśród winnic. „Zaświaty” recenzowane były między innymi przez Roberta Makłowicza, Karola Maliszewskiego, Tomasza Prange-Barczyńskiego, Marka Bieńczyka.